# XHUS-TDT
XHUS-TDT, conocido también como UNISON TV y Televisión Universitaria, es una estación de televisión abierta mexicana concesionada para uso público a la Universidad de Sonora (Unison) en Hermosillo, Sonora.
La programación del canal generalmente consiste en programas educativos para estudiantes televisados de la UNISON, además de los asuntos públicos, documentales y la programación cultural.
El 4 de diciembre de 2017, el canal 8 pasó a llamarse UNISON TV.

## Historia

### Como XHUS-TV
El 4 de diciembre de 1965, el Canal 8 de la Universidad de Sonora inicia operaciones, teniendo como sede dos salones del extremo izquierdo de la planta alta del edificio principal de la Universidad. Sus operaciones iniciaban de lunes a viernes en horario de 8:00 a 10:00 de la noche, debido a que el equipo de audio, estudio y cabinas eran las mismas donde operaba XEUS, Radio Universidad.
Al poco tiempo cambia su ubicación a las instalaciones ubicadas en la parte inferior del ala norte del Edificio del Museo y Biblioteca, donde fueron inauguradas por el gobernador Luis Encinas Johnson y el rector Moisés Canale, fungiendo como primer director Manuel R. Canale.
En la placa alusiva se lee: “Radio Universidad de Sonora establece sus instalaciones de televisión dedicándolas a estrechar relaciones entre los sonorenses y su más alta casa de estudios y a promover en los jóvenes la adquisición de nuevas aptitudes en las ciencias y en las artes. Hermosillo Sonora, Diciembre de 1965.”
El canal 8 de la Universidad de Sonora tiene como objetivo contribuir al desarrollo del proceso enseñanza aprendizaje y difundir en el seno de la sociedad civil, el cúmulo de logros, experiencias y valores generados en la vida de la institución a fin de contribuir a la solución de los problemas que confronta la región y el país.
XHUS-TV ha operado siempre bajo el régimen legal de permisionaria, establecida en la Ley Federal de Radio y Televisión, esto significa que por su carácter cultural sólo tiene facultad para transmitir programas educativos a favor de la sociedad, por lo que no puede ser vehículo de ideologías políticas o con fines de lucro, de tal manera que la programación de Televisión Universitaria está dirigida a estudiantes, docentes y público en general.
El primer transmisor de televisión del canal fue diseñado en San Diego, California, por la empresa DWM, y ensamblado en Hermosillo por el Ingeniero Manuel R. Canale. La antena se montó sobre la torre de radio diseñada por el Ing. Víctor Martínez y alumnos de la Escuela de Ingeniería de la Unison.
En 1973, por problemas de tipo económico para su mantenimiento y costos de producción, la estación cierra sus puertas y sale del aire. A finales de los años 70, el trabajo comenzó a llevar la estación de vuelta al aire; en 1977, se inician los trámites para restablecer la señal, y un año más tarde se modifica el viejo transmisor DWM para que su señal de blanco y negro sea a color, se adquiere equipo de video tape; sin embargo, el transmisor pierde potencia en la conversión, dado que su vida útil ya había caducado.
En junio de 1979, después de un largo período de inactividad, XHUS-TV reinició sus operaciones gracias a un convenio oficial con el Instituto Politécnico Nacional y XEIPN-TV Canal Once, en el que vía microondas se captaba su señal y se retransmitía, aunque también existía una programación local conformada por programas de TV UNAM.
El 12 de octubre de 1981, esto coincidiendo con motivos del 39 aniversario de la Universidad de Sonora, se inaugura la antena receptora de satélite para captar la señal del INTELSAT-6, en la que operaba el Canal Once.
En 1984, se adquiere un banco de edición de video tape que simultáneamente se opera como master de transmisión, lo que permitió coproducir algunos programas con CONACYT, SEP y Anuies.
En 1992 se adquieren dos cámaras DSP para estudio, una computadora Amiga 2000 y un banco de edición, lo que mantiene al aire la revista informativa “Desde la Universidad”, realizada a partir de 1989, y transmitida por Telemax, y en 2002, cada vez que se adscribía a la Red de Televisión y Video Universitario de la Asociación Nacional de Universidades e Instituciones de Educación Superior (Anuies), la televisora vuelve a suspender sus transmisiones por problemas financieros y falta de equipamiento. 
En junio de 2010, reinició transmisiones de manera provisional desde las instalaciones de lo que fuera el programa Educadis, en el Centro de las Artes. Actualmente, el canal trasmite 12 horas una programación que se conforma con producción propia, del Canal Once del IPN, de TV UNAM y del Cine Club Unison.
El 1 de mayo de 2016, el cierre de transmisiones del canal cambia su imagen añadiendo nuevos ID's. Desde esta fecha, y luego del "Rebrand" del canal, los logos así como los del canal y el de la Universidad de Sonora desaparecieron drásticamente hasta el presente, dejando así de lado su nombre llamado Canal 8 Universitario.
A partir del primer trimestre de 2017, regresan los logotipos del canal y el de la Universidad de Sonora girando en la pantalla del canal.

### Como UNISON TV
El canal se emite bajo el nombre de UNISON TV desde el 4 de diciembre de 2017 en el marco de la celebración del 52 aniversario de sus primeras transmisiones.

## Eslóganes

### Televisión Universitaria
| Periodo   | Eslogan                    |
| --------- | -------------------------- |
| 1965-2002 | Voz e imagen de la cultura |

### XHUS-TV Canal 8
| Periodo   | Eslogan                                      |
| --------- | -------------------------------------------- |
| 2002-2017 | Transmitiendo desde la Universidad de Sonora |

### UNISON TV
| Periodo       | Eslogan            |
| ------------- | ------------------ |
| 2017-presente | La señal del saber |